# Wilhelm Crohne
Wilhelm Crohne, född 14 juli 1880 i Berlin, död 26 april 1945 i Nikolassee, var en tysk jurist. Han var verkställande ordförande för Volksgerichtshof från den 4 februari till den 11 mars 1945. Han hade sedan november 1942 varit ställföreträdande ordförande. I andra världskrigets slutfas begick Crohne självmord tillsammans med sin familj.